# SavePoltava
Збережемо Полтаву (#SavePoltava) - Громадська організація, заснована у 2017 році у Полтаві і опікується захистом пам'яток архітектури, культури, історії, археології і садово-паркового мистецтва міста.

## Про організацію
SavePoltava — об'єднання громадсько-політичних діячів, науковців і фахівців у сфері архітектури і краєзнавства. Мета організації — працювати заради захисту та збереження пам'яток історії, археології, архітектури, культури та природи у місті Полтаві та стимулювання сталого розвитку Полтави як сучасного європейського історичного, туристичного, зручного, безпечного, та екологічного міста, яке є культурним центром. Шляхи досягнення цього є: захист існуючої культурної спадщини, боротьба з незаконними забудовами в історичному ареалі, вплив на органи місцевого самоврядування через депутатів-лобістів з метою встановити та контролювати дотримання спільних для всіх підприємців правил користування нерухомою культурною спадщиною, пошук шляхів збереження культурної спадщини та її використання, сприяння паспортизації та оцифруванню пам'яток, культурно-просвітницька діяльність.

## Діяльність
Сьогодні у Полтаві 262 пам'ятки архітектури та монументального мистецтва, 9 пам'яток археології, 252 пам'ятки історії, 47 пам'яток природи та садово-паркового мистецтва. На жаль, багато з них сьогодні в не належному і занедбаному стані. Праця з їх збереження ведеться своїми силами і спільно з уповноваженими в свері охорони культурної спадщини, органами державної та місцевої влади та інших об'єднань громадян будь-якої форми і з залученням експертів і науковців в певній сфері. Тож головні завдання для організації полягають у збереженні культурної спадщини, популяризації української культури та традицій, активності в галузі креативних індустрій, сприяння розвитку туристичного потенціалу, організація і проведення культурно-просвітницьких заходів, налагодження кроссекторальних відносин між владою, громадою та неурядовими організаціями.
Плани діяльності організації:
- Реставрація будинку архітектора Лева Вайнгорта та створення в ньому музею.
- Розробка нових українських стандартів збереження та використання архітектурної спадщини на основі аналогічних у Європейському Союзі
- Оцифрування архівних фондів (в тому числі архіву Вайнгорта)
- Продовження діяльності у сфері охорони культурної спадщини (нагляд, консультування органів місцевого самоврядування (ОМС), сприяння паспортизації об’єктів)
- Ініціювання, організація і проведення культурно-масових та просвітницьких заходів.
- Створення інформаційної медійної продукції.
- Сприяння розвитку туристичного потенціалу Полтавщини.
- Формування та розширення культурного простору міста.
- Реалізація інноваційних проєктів спільно з музеями та ОМС.

Реалізована діяльність організації:
- Успішний пошук інвестицій для реставрації Кадетського корпусу та контроль виконання робіт.[2][3][4]
- Запровадження та проведення щорічного культурного фестивалю “Краєзнавчий ART weekend”[5][6]
- Паспортизація об’єктів (Соборності 37, Шевченка 13,Першотравневий проспект 16)[7]
- Створення депутатських об’єднань “Збережемо Полтаву” в Полтавській міській та обласній радах.
- активна участь у роботі консультативної ради  з питань охорони культурної спадщини полтавської ОДА.
- розробка текстів, співучасть у розробці концепцій для створення інформаційних табличок для об’єктів нерухомої культурної спадщини.[8]
- Просвітницька діяльність та донесення цінності архітектурної спадщини шляхом розробки та проведення тематичних екскурсій, медіа та  відео контенту, освітніх заходів.[9][10][11][12][13][14]
- Боротьба з незаконною забудовою архітектурних пам'яток.[15]
- Діяльність у сфері охорони культурної спадщини.[16][17][18][19]
- благодійна діяльність[20]

За участі експертів організації було сформовано, опрацьовано та подано 11 рішень Міської ради та 2 рішення Обласної ради. Фахівці організації залучалися органами влади експертами 57 разів. Організація направила 153 запити і звернення до органів влади. Також у 2021 році за ініціативою організації втілився у життя план зі встановлення пам'ятника Леву Вайнгорту. Пам'ятник був відкритий 28 листопада 2021 року за адресою вул. Капітана Володимира Кісельова, 1.